# Stephan Ackermann
Mons. Stephan Ackermann (20. března 1963, Mayen) je německý římskokatolický kněz a od roku 2009 úřadující biskup trevírský.

## Život
Narodil se 20. března 1963 v Mayenu ve spolkové zemi Porýní-Falc. Po studiu na Kurfürst-Salentin-Gymnasium po nějaké době vstoupil do kněžského semináře. Od roku 1981 studoval teologii a filosofii v Trevíru a roku 1983 odešel do Říma kde pokračoval ve studiích na Papežské univerzitě Gregoriana.
Na kněze byl vysvěcen 10. října 1987 biskupem Georgem Moserem. Roku 1989 získal licenciát teologie. Po svěcení se stal kaplanem v Bad Breisigu.
Dále působil v kněžském semináři a jako vikář v trevírské katedrále sv. Petra. Stal se docentem teologie.
V listopadu 2005 mu papež Benedikt XVI. udělil titul Kaplan Jeho Svatosti. 14. března 2006 jej týž papež jmenoval pomocným biskupem Trevíru a titulárním biskupem ze Sozopolisu v Hæmimonto. Biskupské svěcení přijal 14. května 2006 z rukou biskupa Reinharda Marxe a spolusvětiteli byli biskup Felix Genn a biskup Leo Schwarz.
Dne 8. dubna 2009 byl jmenován diecézním biskupem Trevíru. Uveden do úřadu byl 24. května 2009.